# Denis Lambin

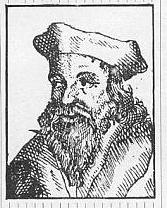
Denis Lambin

Denis Lambin, latinisiert Dionysius Lambinus (* 1520 in Montreuil; † 29. September 1572 in Paris) war ein französischer Humanist, Philologe und Gelehrter. 

## Leben
Lambin studierte in Amiens und später in Italien, 1560 wurde er Professor für Latein und Griechisch am Collège de France in Paris. Ein Jahr später wurde ihm ein Lehrstuhl angeboten. Lambin war mit Petrus Ramus befreundet, der in der Bartholomäusnacht ermordet wurde, und befürchtete dasselbe Schicksal, und starb an diesem Schock. Lambin wurde mit seinen lateinischen Klassikerausgaben berühmt: Horaz (1561), Titus Lucretius Carus (1564) und das Gesamtwerk von Marcus Tullius Cicero (1566). Auch seine Plautuskommentare (1576) wurden sehr geschätzt.